# 보트 화실
《보트 화실》(프랑스어: Le Bateau-atelier)은 프랑스 인상주의 화가 클로드 모네가 1876년에 그린 그림이다. 프랑스 아르장퇴유의 센강에서 화실용 보트에 타고 작업하는 모네의 모습을 묘사하고 있다. 야외 사생으로 그려진 작품으로서 캔버스에 유화로 그려졌다. 현재 미국 필라델피아의 반스 재단에서 소장하고 있다.
모네는 1873년경 아르장퇴유로 이사한 직후 보트 한 척을 마련했다. 모네는 이 보트에 대해 "나무판으로 만들어져 이젤을 세울 공간을 겨우 갖춘 선실"로 소개하였다. 모네는 친구이자 동시대 화가였던 샤를프랑수아 도비니가 보트를 화실로 쓰는 것을 보고 본받았을 가능성이 높다. 모네는 프티젠빌리에르의 범선 연작부터 보트 화실을 활용하였으며, 센강 위에 떠다니며 다른 방법으로는 접근할 수 없는 풍경을 그릴 수 있었다.
모네는 평생을 센강 근처에 살았으며, 아르장퇴유와 훗날 지베르니에서도 자신의 보트 화실을 수차례 화폭에 옮겼다. 친구 에두아르 마네도 1874년 모네가 아내 카미유와 함께 배 위에서 작업하는 모습을 그림으로 남겼다.

## 배경
모네는 이 작품을 그리는 데 있어 여러모로 경제적 동기가 작용하였다. 1870년대의 모네는 중산층 고객들에게 그림이 더 잘 팔리도록 작은 캔버스를 사용하는 동시에, 당대 화가들에게 주목받던 야외 사생 방식도 수용하였다. 1850년대 뱃놀이는 유럽의 부르주아에게 저렴한 오락거리가 되었는데, 모네도 똑같았다. 이 그림처럼 센강에서의 뱃놀이 풍경을 자주 그렸던 것은 모네가 중산층 고객에게 매력적인 그림을 그리고자 했던 노력이 담겨 있는 것으로 평가된다.
하지만 모네는 이 그림을 그리는 데 있어 예술적 동기도 가지고 있었다. 이 작품은 모네의 야외 사생 방식에 변화를 가져왔다는 지적이 있다. 보트 화실에서 작업하는 본인의 모습을 그린 것 자체가 순전히 관찰을 통해 그려진 것이 아님을 보여주며, 모네가 인상주의 양식을 넘어서는 움직임을 보이기 시작했음을 알린다. 학계에서는 모네가 작품 속에서 "예술가의 창의적 역할"을 강조하기 위해 이런 그림을 그렸다는 설을 제기한다. 또한 모네가 목가적인 강 풍경을 그렸다는 것은 모네의 예술적 영감 자체가 산업화와 도시의 풍경에서 벗어났음을 시사한다. 대신 모네는 "자연 그대로의 과거로 퇴각"하며 고립과 명상이라는 주제에 집중하는 자연 풍경에 초점을 맞추는 쪽을 선택했다. 그러나 이 시기 모네는 도시의 산업시설 풍경화를 완전히 그만두지는 않았다.

## 관련 작품

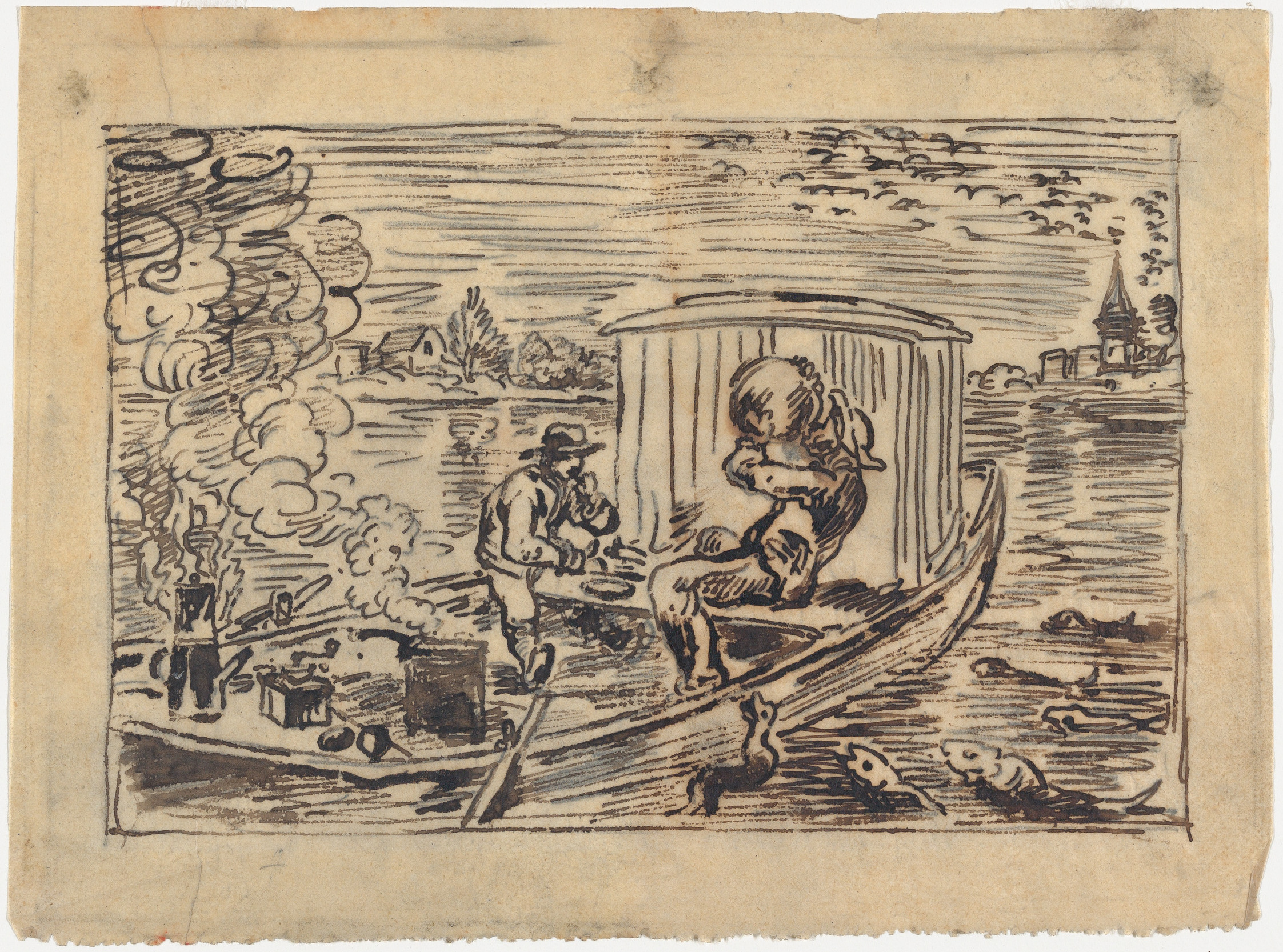
샤를프랑수아 도비니의 《보트 위에서의 점심》 (1862)

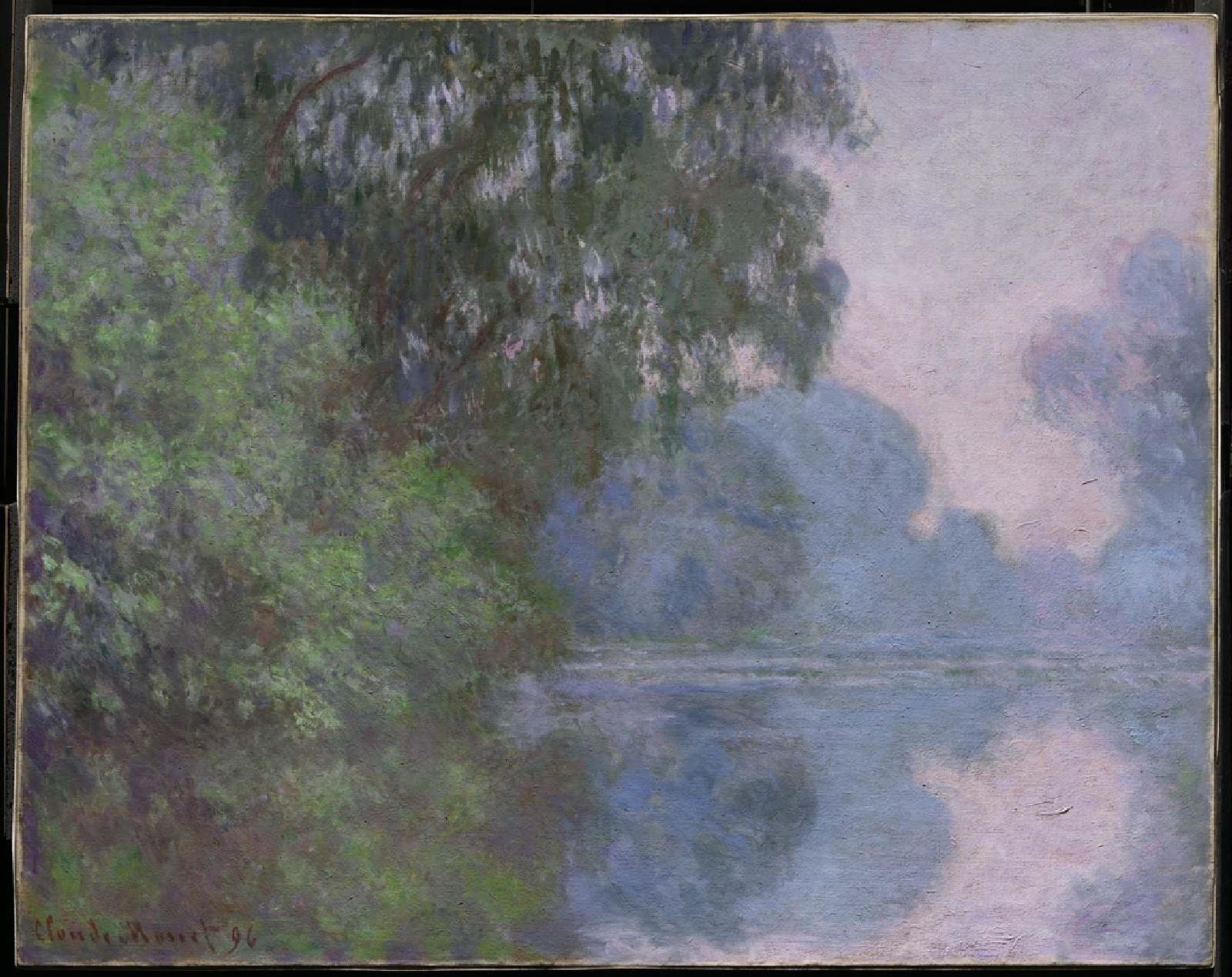
클로드 모네의 《센 강의 아침, 지베르니 근처에서》 (1896)

미술사학계에서는 내용과 구성의 유사성을 바탕으로 이 그림이 샤를프랑수아 도비니의 《보트 위에서의 점심》으로부터 영감을 받았을 가능성에 주목한다. 또 1874년 에두아르 마네가 그린 《아르장퇴유의 떠다니는 작업실에서 그림 그리는 모네》와도 자주 비교된다. 마네의 작품은 배를 더 가까이에서 보여주고 주변 인물의 활동을 좀 더 세부적으로 묘사하였으며, 아르장퇴유의 자연환경과 인공물을 쉽게 어우러지게 그려놓았다.
한편 모네가 이 시기 산업화의 풍경에서 벗어난 경향이 있었다는 점에서, 똑같이 자연 풍경에 초점을 맞춘 옛 바르비종파의 작품과 비교되기도 한다. 여기에 구성과 양식의 유사성에 기인해 모네의 일부 후기 작품과도 비교된다. 특히 이 작품은 모네가 인상주의 양식을 넘어섰음을 보여주기 때문에 1890년대 모네의 명성에 한몫했던 《센강의 아침》 연작과 연관성이 있다고도 본다.

## 갤러리
관련 작품
- 《보트 화실》(1874)
- 《보트 화실》(1875)
- 《보트 화실》(1876)
- 에두아르 마네 - 《떠다니는 작업실에서 그림 그리는 모네》(1874)

## 같이 보기
- 클로드 모네의 작품 목록
- 보트 화실에서 작업하는 클로드 모네 - 1874년 모네가 자신의 배에서 그림 그리는 모습을 그린 그림